# Adelaida
Adelaida ist ein weiblicher Vorname.

## Herkunft und Bedeutung
Der Name ist die ungarische und spanische Form von Adelheid. Varianten sind Ada und Alida.

## Bekannte Namensträgerinnen
- Adelaida G. de Díaz Ungría (1913–2003), spanisch-venezolanische Anthropologin
- Adelaida García Morales (1945–2014), spanische Schriftstellerin